# Santiago Ramundo
Santiago Daniel Ramundo (Buenos Aires, 10 de mayo de 1984) es un actor, cantante y abogado argentino. Es conocido por interpretar a Luca Grossi en la telenovela juvenil Sueña Conmigo.

## Carrera
Inició su formación artística desde muy joven, realizando estudios de piano y comedia musical. Entre sus estudios se destacan dos años en la Escuela de Comedia Musical Valeria Lynch, y dos años de clases de teatro con María Rosa Fugazot.

### Trayectoria
Debutó en 2005 haciendo una pequeña participación en la telenovela juvenil Floricienta producción de Cris Morena; en 2006 participa en la telenovela Tango del último amor, producida por TV Channel Russia y Telefe Internacional, en el papel de Esteban.
En 2007 personifica a Ramiro Vázquez —personaje antagónico— en la telenovela Son de Fierro. Ese mismo año participá en la serie Mujeres de nadie —en el papel de Claudio Mendizabal— y participa en la obra de teatro El caballero enduendado.
En 2008 encarna a Martín en La maga y el camino dorado, se suma a la telenovela Valentino, el argentino —en el papel de Marcelo, personaje antagónico— y personifica a Benicio en Atracción x 4 durante un capítulo.
En 2009 retoma el personaje de Benicio en Atracción x4 en Dream Beach, ya en el elenco estable, y realiza una participación especial en la serie Enseñame a vivir, en donde interpreta a Diego. A mediados de ese año se suma a la telenovela juvenil Champs 12, como Marcos Del Campo.
Durante 2010 y 2011 protagoniza junto a Eiza González la telenovela juvenil Sueña conmigo, producida por Illusion Studios en asociación con Televisa y Nickelodeon. En dicha telenovela personifica a Luca Grossi un adolescente con una gran pasión musical que enfrenta muchos obstáculos para cumplir sus sueños.
Entre 2012 y 2013 interpreta el papel de Ciro Montalbán —hijo del personaje interpretado por Gerardo Romano— en la telenovela Dulce amor. Ese mismo año participa en la obra teatral Camila, nuestra historia de amor, y es convocado para protagonizar la nueva serie juvenil de la productora argentina Yair Dori, Señales.
En 2016 obtuvo en el protagónico juvenil en la telenovela mexicana Sueño de amor de Televisa.

## Otros proyectos
Como productor audiovisual, desde hace cuatro años ha generado decenas de videoclips para el canal musical HTV, y para artistas del tamaño de David Bisbal o Paty Cantú, entre otros. Además de cortos publicitarios animados y campañas gráficas. Generó el contenido audiovisual de la obra teatral Alicia en Frikyland, trabajo que lo hizo alzar con el Premio Hugo a la Comedia Musical Argentina como mejor Producción Integral en 2012. 
Actualmente es socio fundador y trabaja en CREA, productora de contenidos audiovisuales, con sede en Miami, la cual espera convertirse en un nuevo horizonte para el desarrollo de su carrera como actor y productor. A lo largo de su trayectoria como actor fue nominado dos veces, 2011 y 2014, ganando en una oportunidad los Kids Choice Awards de Argentina, México y Colombia.

## Filmografía

### Televisión
| Año                        | Producción                            | Personaje                 | Notas                                   | Canal                     |
| -------------------------- | ------------------------------------- | ------------------------- | --------------------------------------- | ------------------------- |
| 2005                       | Floricienta                           | Él mismo                  | Actuación especial, temporada 2         | Canal 13                  |
| 2007                       | Tango del último amor                 | Esteban                   | Elenco de reparto                       | Rossiya 1                 |
| 2007-2008                  | Son de Fierro                         | Ramiro Vásquez            | Elenco de reparto                       | Canal 13                  |
| 2007-2008                  | Mujeres de nadie                      | Claudio Mendiazábal       | Elenco de reparto                       | Canal 13                  |
| 2008                       |                                       |                           | Elenco de reparto                       |                           |
| La maga y el camino dorado | Martín                                | Nickelodeon Latinoamérica | Elenco de reparto                       |                           |
| 2008-2009                  | Valentino, el argentino               | Marcelo                   | Elenco de reparto                       | Canal 13 / Canal RCN      |
| 2008-2009                  | Atracción x4 en Dream Beach           | Benicio                   | Participación especial                  | Canal 13                  |
| 2009                       | Enseñame a vivir                      | Santiago                  | Participación especial                  | Canal 13                  |
| 2009                       | Champs 12                             | Marcos del Campo          | Elenco de reparto                       | América TV                |
| 2010                       | Isa TK+                               | Luca                      | Actuación especial                      | Nickelodeon Latinoamérica |
| 2010-2011                  | Sueña conmigo                         | Luca Grossi               | Protagonista                            | Nickelodeon Latinoamérica |
| 2012-2013                  | Dulce amor                            | Ciro Montero/Montalbán    | Elenco de reparto                       | Telefe                    |
| 2013-2014                  | Señales del fin del mundo             | Damián                    | Protagonista                            | TV Pública                |
| 2015                       | Entre caníbales                       | Matías Lemos Arenal       | Elenco de reparto                       | Telefe                    |
| 2016                       | Sueño de amor                         | Luca de la Colina Conde   | Protagonista juvenil                    |                           |
| 2017-2018                  | Sangre de mi tierra                   | Roberto Quiroga           | Antagonista                             |                           |
| 2018                       | Mira quién baila                      | Él mismo                  | Concurso de telerrealidad. Finalista    |                           |
| 2020                       | Decisiones: Unos ganan, otros pierden | Santiago Aguilar          | Papel principal, capítulo 16            |                           |
| 2020                       | Médicos, línea de vida                | Dr. Fernando              | Participación especial, último capítulo |                           |
| 2020                       | Adentro                               | Augusto                   | Papel de reparto                        | YouTube                   |
| 2023-2024                  | Buenos chicos                         | Juan Pablo Trevisán       | Recurrente                              | Canal 13                  |
| 2025                       | Los MacAnimals                        | Laureano                  | Papel de reparto                        | Disney Channel            |

### Cine
| Año  | Producción        | Personaje       | Notas    |
| ---- | ----------------- | --------------- | -------- |
| 2019 | Jesús de Nazareth | Judas Iscariote | Película |

## Teatro
| Año       | Título                           | Papel                 | Dirección                             |
| --------- | -------------------------------- | --------------------- | ------------------------------------- |
| 2007-2008 | El caballero enduendado          | Caballero enduendado  | Alejandra Cullari y Guillermo Pardini |
| 2011      | Sueña conmigo en concierto       | Luca Grossi           | Eduardo Gongell                       |
| 2013      | Camila, nuestra historia de amor | Eduardo O'Gorman      | Fabián Núñez                          |
| 2024      | Legalmente rubia                 | Warner Huntington III | Ariel del Mastro y Marcelo Caballero  |

## Discografía

### Bandas sonoras
- 2010: Sueña conmigo: la canción de tu vida
- 2014: Señales del fin del mundo

### Sencillos
| Canción                | Año  | Álbum                                | Notas                            |
| ---------------------- | ---- | ------------------------------------ | -------------------------------- |
| «Sueña conmigo»        | 2010 | Sueña conmigo: la canción de tu vida | Junto al elenco de Sueña conmigo |
| «Cuando yo te vi»      | 2010 | Sueña conmigo: la canción de tu vida | Junto a Eiza González            |
| «El circo de la vida»  | 2010 | Sueña conmigo: la canción de tu vida |                                  |
| «El tren»              | 2010 | Sueña conmigo: la canción de tu vida |                                  |
| «Contigo todo»         | 2010 | Sueña conmigo: la canción de tu vida | Junto a Eiza González            |
| «El ritmo de mi gente» | 2010 | Sueña conmigo: la canción de tu vida | Junto a Eiza González            |

## Premios y nominaciones
| Año  | Ceremonia                    | Categoría                                 | Serie         | Resultado |
| ---- | ---------------------------- | ----------------------------------------- | ------------- | --------- |
| 2011 | Kids Choice Awards México    | Personaje masculino favorito de una serie | Sueña conmigo | Nominado  |
| 2011 | Kids Choice Awards Argentina | Mejor actor                               | Sueña conmigo | Ganador   |
| 2017 | Premios TVyNovelas México    | Mejor actor revelación                    | Sueño de amor | Nominado  |